# Aphis zweigelti
Aphis zweigelti är en insektsart som först beskrevs av Carl Julius Bernhard Börner 1940.  Aphis zweigelti ingår i släktet Aphis och familjen långrörsbladlöss. Inga underarter finns listade i Catalogue of Life.